# Ф'юджитивісти
Ф'юджитивісти (Fugitives — втікачі) — назва групи американських письменників і критиків, які об'єдналися при журналі «Втікач» в університеті Вандербільта в Нешвіллі, штат Теннессі, близько 1920 року.

У роботах ф'юджитивістів почали складатися естетичні принципи південної поетичної традиції. У своїх філософських, літературно-критичних роботах і підручниках вони розробляли принципи літературного аналізу, що отримали назву Нової критики і були
домінуючим способом текстуального аналізу англійською мовою першої половини ХХ століття.

## Засновники
Серед найпомітніших «втікачів» були Джон Кроу Ренсом, Аллен Тейт, Меррілл Мур, Дональд Девідсон, Вільям Рідлі Уіллз та Роберт Пенн Воррен. Серед інших членів — Сідні Хірш, Стенлі П. Джонсон, Джеймс М. Франк, Джессі Елі Віллз, Волтер Клайд Керрі, Алек Б. Стівенсон, Вільям Яндел Еліот та Вільям Фрірсон.